# UEFA Nations League 2020–21
UEFA Nations League 2020–21 là mùa giải thứ hai của UEFA Nations League, một giải Bóng đá quốc tế dành cho các đội tuyển nam quốc gia của 55 hiệp hội thành viên của UEFA. Giải đấu được tổ chức từ tháng 9 đến tháng 11 năm 2020 (giai đoạn vòng bảng), tháng 10 năm 2021 (vòng chung kết) và tháng 3 năm 2022 (vòng play-off xuống hạng). Đương kim vô địch là Bồ Đào Nha, tuy nhiên đã trở thành cựu vương khi xếp sau Pháp tại vòng bảng, cả 4 đội dự vòng chung kết mùa trước đều không thể góp mặt tại vòng chung kết năm 2021.

## Thể thức
Vào ngày 24 tháng 9 năm 2019, UEFA thông báo rằng một thể thức sửa đổi sẽ được sử dụng cho phiên bản 2020–21, mùa giải thứ hai của giải đấu. 55 đội tuyển quốc gia UEFA sẽ được phân chia thành bốn hạng, với Hạng A, B và C gồm 16 đội tuyển mỗi hạng, được phân chia thành 4 bảng bốn đội. Hạng D sẽ có 7 đội được phân chia thành hai bảng, trong đó một bảng chứa bốn đội và bảng khác chứa ba đội. Các đội tuyển được phân bổ vào các hạng dựa trên bảng xếp hạng tổng thể của UEFA Nations League 2018–19. Mỗi đội bây giờ sẽ thi đấu sáu trận đấu trong bảng của mình, ngoại trừ một bảng trong Hạng D sẽ thi đấu bốn bảng, sử dụng thể thức vòng tròn 2 lượt trên sân nhà và sân khách vào các cặp lượt trận đấu vào tháng 9, tháng 10 và tháng 11 năm 2020. Thể thức này đảm bảo rằng hầu hết tất cả các bảng, các đội tuyển trong cùng một bảng thi đấu các trận đấu cuối cùng của họ cùng một lúc. Nó cũng tăng tổng số lượng trận đấu giai đoạn vòng bảng từ 138 lên 162, và tối thiểu số lượng các trận đấu giao hữu.
Ở Hạng A, các đội tuyển thi đấu để trở thành nhà vô địch UEFA Nations League. Bốn đội đứng đầu bảng của Hạng A sẽ tham gia vòng Chung kết UEFA Nations League vào tháng 6 năm 2021, được thi đấu theo thể thức vòng đấu loại trực tiếp, bao gồm trận bán kết, play-off tranh hạng ba và trận chung kết. Các cặp đấu bán kết, cùng với các đội nhà hành chính cho play-off tranh hạng ba và trận chung kết, được xác định bởi định nghĩa bốc thăm. Nước chủ nhà sẽ được lựa chọn trong số bốn đội tuyển vượt qua vòng loại bởi Ủy ban điều hành UEFA, với đội thắng của trận chung kết đăng quang với tư cách là nhà vô địch của UEFA Nations League. Hệ thống trợ lý trọng tài video (VAR) sẽ được sử dụng trong Chung kết UEFA Nations League.
Các đội tuyển cũng tranh tài để thăng hạng và xuống hạng đến một hạng cao hơn hoặc thấp hơn. Trong Hạng B, C và D, các đội thắng bảng được thăng hạng, trong khi các đội xếp cuối cùng của mỗi bảng trong Hạng A và B bị xuống hạng. Vì Hạng C có bốn bảng trong khi Hạng D chỉ có hai đội, hai đội Hạng C sẽ bị xuống hạng sẽ được xác định bằng trận play-out vào tháng 3 năm 2022. Dựa trên bảng xếp hạng tổng thể của UEFA Nations League của các đội xếp thứ tư, đội xếp hạng đầu tiên sẽ đối đầu với đội xếp thứ tư, và đội xếp thứ hai sẽ đối đầu với đội xếp thứ ba. Hai loạt sẽ được thi đấu trên hai lượt, với mỗi đội tuyển xếp hạng cao hơn sẽ tổ chức trận lượt về. Đội tuyển ghi được nhiều bàn thắng hơn trên tổng tỷ số trên hai lượt sẽ còn lại ở Hạng C, trong khi đội thua sẽ bị rớt xuống Hạng D. Nếu tổng tỷ số là mức độ, luật bàn thắng sân khách được áp dụng, có hiệp phụ được thi đấu nếu có bàn thắng sân khách cũng bằng nhau. Luật bàn thắng sân khách một lần nữa được áp dụng sau hiệp phụ, với loạt sút luân lưu được sử dụng để quyết định đội thắng nếu không có bàn thắng nào được ghi trong hiệp phụ.

### Các tiêu chí xếp hạng vòng bảng
Nếu hai hoặc nhiều đội trong cùng một bảng bằng nhau về điểm số khi hoàn thành giai đoạn vòng bảng, các tiêu chí tiêu chuẩn được áp dụng theo thứ tự sau đây:
1. Số điểm đạt được trong các trận đấu giữa các đội tuyển liên quan;
2. Hiệu số bàn thắng thua trong các trận đấu giữa các đội tuyển liên quan;
3. Số bàn thắng ghi được trong các trận đấu giữa các đội tuyển liên quan;
4. Số bàn thắng được ghi của đội khách trên sân nhà trong các trận đấu giữa các đội tuyển liên quan;
5. Nếu có nhiều hơn hai đội bằng điểm, và sau khi áp dụng các tiêu chí từ 1 đến 4, một nhóm nhỏ các đội tuyển vẫn có thứ hạng bằng nhau, tiêu chí từ 1 đến 4 được áp dụng riêng cho nhóm nhỏ này. Nếu quy trình này không dẫn đến kết quả, áp dụng tiêu chí từ 6 đến 10;
6. Hiệu số bàn thắng vượt trội trong tất cả các trận đấu bảng;
7. Số bàn thắng ghi được trong tất cả các trận đấu bảng;
8. Số bàn thắng được ghi của đội khách cao nhất trong tất cả các trận đấu bảng;
9. Số trận thắng trong tất cả các trận đấu bảng;
10. Số trận thắng của đội khách cao nhất trong tất cả các trận đấu bảng;
11. Tổng điểm kỷ luật thấp nhất trong tất cả các trận đấu bảng (1 điểm cho một thẻ vàng, 3 điểm cho thẻ đỏ là kết quả của hai thẻ vàng, 3 điểm cho thẻ đỏ trực tiếp, 4 điểm cho thẻ vàng tiếp theo là thẻ đỏ trực tiếp).
12. Vị trí trong danh sách tham dự UEFA Nations League 2020–21.

### Các tiêu chuẩn cho bảng xếp hạng giải đấu
Bảng xếp hạng giải đấu cá nhân được thiết lập theo các tiêu chuẩn sau đây:
1. Vị trí trong bảng;
2. Số điểm cao hơn;
3. Hiệu số bàn thắng thua vượt trội;
4. Số bàn thắng ghi được cao hơn;
5. Số bàn thắng đội khách được ghi cao hơn từ đội nhà;
6. Số trận thắng cao hơn;
7. Số trận thắng đội khách cao hơn từ đội nhà;
8. Tổng số điểm kỷ luật thấp hơn (1 điểm cho một thẻ vàng duy nhất, 3 điểm cho thẻ đỏ do kết quả của hai thẻ vàng, 3 điểm cho thẻ đỏ trực tiếp, 4 điểm cho thẻ vàng tiếp theo là thẻ đỏ trực tiếp).
9. Vị trí trong danh sách tham dự UEFA Nations League 2020–21.

Để sắp xếp bảng xếp hạng các đội tuyển trong Hạng D, bao gồm các bảng có số đội khác nhau, kết quả so với đội xếp thứ tư trong Bảng D1 không được tính đến cho mục đích so sánh các đội xếp thứ nhất, thứ hai và thứ ba trong các bảng tương ứng của họ.
Thứ hạng của 4 đội hàng đầu trong Hạng A được xác định bởi thứ hạng của họ trong Chung kết UEFA Nations League:
1. Đội xếp thứ nhất được xếp hạng 1;
2. Đội xếp thứ nhì được xếp hạng 2;
3. Đội xếp thứ ba được xếp hạng 3;
4. Đội xếp thứ tư được xếp hạng 4.

### Các tiêu chuẩn cho bảng xếp hạng tổng thể
Bảng xếp hạng UEFA Nations League tổng thể được khởi đầu như sau:
1. 16 đội của Hạng A được xếp hạng từ hạng 1 đến hạng 16 theo bảng xếp hạng giải đấu của họ.
2. 16 đội của Hạng B được xếp hạng từ hạng 17 đến hạng 32 theo bảng xếp hạng giải đấu của họ.
3. 16 đội của Hạng C được xếp hạng từ hạng 33 đến hạng 48 theo bảng xếp hạng giải đấu của họ.
4. 7 đội của Hạng D được xếp hạng từ hạng 49 đến hạng 55 theo bảng xếp hạng giải đấu của họ.

### Vòng loại giải vô địch bóng đá thế giới 2022
UEFA Nations League sẽ được liên kết với một phần của vòng loại giải vô địch bóng đá thế giới 2022, với thể thức được xác nhận bởi Ban chấp hành UEFA trong cuộc họp  ở Nyon, Thụy Sĩ vào ngày 4 tháng 12 năm 2019. Cấu trúc vòng loại sẽ phụ thuộc vào kết quả từ Nations League, mặc dù ở mức độ thấp hơn so với vòng play-off vòng loại giải vô địch bóng đá châu Âu 2020. Mười đội nhất bảng sau vòng 1 (vòng bảng) sẽ vượt qua vòng loại và giành vé trực tiếp tới World Cup. Sau đó, 10 đội nhì bảng, cùng với hai đội nhất bảng tốt nhất dựa trên bảng xếp hạng tổng thể của Nations League mà không thể vượt qua vòng loại trực tiếp hoặc lọt vào vòng play-off, sẽ giành quyền vào vòng 2. Vòng 2 gồm 12 đội (vòng play-off) được chia thành 3 nhánh, mỗi nhánh 4 đội, thi đấu loại trực tiếp, từ đó xác định ba đội tuyển cuối cùng vượt qua vòng loại.

## Lịch thi đấu
Dưới đây là lịch thi đấu của UEFA Nations League 2020–21.
Do thay đổi lịch thi đấu vòng chung kết UEFA Euro 2020 sang năm 2021, vòng chung kết sẽ được dời sang thời điểm khác.
| Giai đoạn                    | Vòng          | Các ngày                |
| ---------------------------- | ------------- | ----------------------- |
| Vòng bảng                    | Lượt đấu 1    | 3–5 tháng 9 năm 2020    |
| Vòng bảng                    | Lượt đấu 2    | 6–8 tháng 9 năm 2020    |
| Vòng bảng                    | Lượt đấu 3    | 10–11 tháng 10 năm 2020 |
| Vòng bảng                    | Lượt đấu 4    | 13–14 tháng 10 năm 2020 |
| Vòng bảng                    | Lượt đấu 5    | 14–15 tháng 11 năm 2020 |
| Vòng bảng                    | Lượt đấu 6    | 17–18 tháng 11 năm 2020 |
| Vòng Chung kết               | Bán kết       | 6–7 tháng 10 năm 2021   |
| Vòng Chung kết               | Tranh hạng ba | 10 tháng 10 năm 2021    |
| Vòng Chung kết               | Chung kết     | 10 tháng 10 năm 2021    |
| Play-out xuống hạng (Hạng C) | Lượt đi       | 24–25 tháng 3 năm 2022  |
| Play-out xuống hạng (Hạng C) | Lượt về       | 28–29 tháng 3 năm 2022  |

Vòng play-off xuống hạng của Hạng C được lên lịch vào cùng ngày với vòng play-off vòng loại giải vô địch bóng đá thế giới 2022. Nếu một hoặc nhiều đội tuyển vì lý do tham gia vòng play-off xuống hạng cũng vượt qua vòng loại cho vòng play-off vòng loại Cúp Thế giới, vòng play-off xuống hạng sẽ bị hủy bỏ và các đội tuyển trong Hạng C được xếp hạng 47 và hạng 48 trong bảng xếp hạng tổng thể UEFA Nations League sẽ tự động xuống hạng.

## Hạt giống

Bản đồ hiển thị các giải đấu mà mỗi đội tuyển quốc gia sẽ tham gia.
Hạng A
Hạng B
Hạng C
Hạng D

Tất cả 55 đội tuyển quốc gia UEFA sẽ tham gia giải. Do sự thay đổi thể thức, không có đội tuyển nào xuống hạng từ mùa giải 2018–19. Ngoài những đội nhất bảng, các đội xếp thứ hai trong Hạng C và D, cùng với đội xếp thứ ba tốt nhất của Hạng D, cũng được thăng hạng.
Trong mùa giải 2020–21, các đội tuyển được xếp hạng của UEFA dựa trên bảng xếp hạng tổng thể của UEFA Nations League 2018–19, với một sửa đổi nhỏ: các đội tuyển ban đầu đã xuống hạng trong mùa giải trước được xếp hạng ngay dưới các đội tuyển được thăng hạng trước khi thay đổi thể thức. Các nhóm hạt giống cho giai đoạn vòng bảng sẽ dựa trên bảng xếp hạng danh sách truy cập. Các nhóm hạt giống, quy trình bốc thăm và thủ tục danh sách lịch thi đấu đã được Ủy ban điều hành UEFA xác nhận trong cuộc họp ở Nyon, Thụy Sĩ vào ngày 4 tháng 12 năm 2019.
| Rise   | Ban đầu được thăng hạng trong mùa giải trước (trước khi thay đổi thể thức)   |
| dagger | Ban đầu được xuống hạng trong mùa giải trước (cột sau khi thay đổi thể thức) |
| *      | Thăng hạng sau khi thay đổi thể thức                                         |

| Nhóm | Đội tuyển                      | Trước  | Hạng |
| ---- | ------------------------------ | ------ | ---- |
| 1    | Bồ Đào Nha (đương kim vô địch) |        | 1    |
| 1    | Hà Lan                         |        | 2    |
| 1    | Anh                            |        | 3    |
| 1    | Thụy Sĩ                        |        | 4    |
| 2    | Bỉ                             |        | 5    |
| 2    | Pháp                           |        | 6    |
| 2    | Tây Ban Nha                    |        | 7    |
| 2    | Ý                              |        | 8    |
| 3    | Bosna và Hercegovina           | Rise   | 9    |
| 3    | Ukraina                        | Rise   | 10   |
| 3    | Đan Mạch                       | Rise   | 11   |
| 3    | Thụy Điển                      | Rise   | 12   |
| 4    | Croatia                        | dagger | 13   |
| 4    | Ba Lan                         | dagger | 14   |
| 4    | Đức                            | dagger | 15   |
| 4    | Iceland                        | dagger | 16   |

| Nhóm | Đội tuyển        | Trước  | Hạng |
| ---- | ---------------- | ------ | ---- |
| 1    | Nga              |        | 17   |
| 1    | Áo               |        | 18   |
| 1    | Wales            |        | 19   |
| 1    | Cộng hòa Séc     |        | 20   |
| 2    | Scotland         | Rise   | 21   |
| 2    | Na Uy            | Rise   | 22   |
| 2    | Serbia           | Rise   | 23   |
| 2    | Phần Lan         | Rise   | 24   |
| 3    | Slovakia         | dagger | 25   |
| 3    | Thổ Nhĩ Kỳ       | dagger | 26   |
| 3    | Cộng hòa Ireland | dagger | 27   |
| 3    | Bắc Ireland      | dagger | 28   |
| 4    | Bulgaria         | *      | 29   |
| 4    | Israel           | *      | 30   |
| 4    | Hungary          | *      | 31   |
| 4    | România          | *      | 32   |

| Nhóm | Đội tuyển     | Trước  | Hạng |
| ---- | ------------- | ------ | ---- |
| 1    | Hy Lạp        |        | 33   |
| 1    | Albania       |        | 34   |
| 1    | Montenegro    |        | 35   |
| 1    | Gruzia        | Rise   | 36   |
| 2    | Bắc Macedonia | Rise   | 37   |
| 2    | Kosovo        | Rise   | 38   |
| 2    | Belarus       | Rise   | 39   |
| 2    | Síp           | dagger | 40   |
| 3    | Estonia       | dagger | 41   |
| 3    | Slovenia      | dagger | 42   |
| 3    | Litva         | dagger | 43   |
| 3    | Luxembourg    | *      | 44   |
| 4    | Armenia       | *      | 45   |
| 4    | Azerbaijan    | *      | 46   |
| 4    | Kazakhstan    | *      | 47   |
| 4    | Moldova       | *      | 48   |

| Nhóm | Đội tuyển      | Hạng |
| ---- | -------------- | ---- |
| 1    | Gibraltar      | 49   |
| 1    | Quần đảo Faroe | 50   |
| 1    | Latvia         | 51   |
| 1    | Liechtenstein  | 52   |
| 2    | Andorra        | 53   |
| 2    | Malta          | 54   |
| 2    | San Marino     | 55   |

Lễ bốc thăm cho giai đoạn vòng bảng diễn ra vào ngày 3 tháng 3 năm 2020, lúc 18:00 CET, ở Amsterdam, Hà Lan. Trong khi bốc thăm thường có những hạn chế đối với các cuộc đụng độ bị cấm, địa điểm thi đấu mùa đông và di chuyển quá nhiều, không có điều kiện nào được áp dụng cho bốc thăm được phân bổ các đội tuyển cho cả hai các giải đấu và các nhóm.

## Hạng A

### Bảng A1
| VT | Đội                      | ST | T | H | B | BT | BB | HS | Đ  | Giành quyền tham dự hoặc xuống hạng    |     | Ý   | Hà Lan | Ba Lan | Bosna và Hercegovina |
| -- | ------------------------ | -- | - | - | - | -- | -- | -- | -- | -------------------------------------- | --- | --- | ------ | ------ | -------------------- |
| 1  | Ý (A)                    | 6  | 3 | 3 | 0 | 7  | 2  | +5 | 12 | Vòng loại đến Chung kết Nations League |     | —   | 1–1    | 2–0    | 1–1                  |
| 2  | Hà Lan                   | 6  | 3 | 2 | 1 | 7  | 4  | +3 | 11 |                                        |     | 0–1 | —      | 1–0    | 3–1                  |
| 3  | Ba Lan                   | 6  | 2 | 1 | 3 | 6  | 6  | 0  | 7  |                                        | 0–0 | 1–2 | —      | 3–0    |                      |
| 4  | Bosna và Hercegovina (R) | 6  | 0 | 2 | 4 | 3  | 11 | −8 | 2  | Xuống hạng đến Giải đấu B              |     | 0–2 | 0–0    | 1–2    | —                    |

### Bảng A2
| VT | Đội         | ST | T | H | B | BT | BB | HS  | Đ  | Giành quyền tham dự hoặc xuống hạng    |     | Bỉ  | Đan Mạch | Anh | Iceland |
| -- | ----------- | -- | - | - | - | -- | -- | --- | -- | -------------------------------------- | --- | --- | -------- | --- | ------- |
| 1  | Bỉ (A)      | 6  | 5 | 0 | 1 | 16 | 6  | +10 | 15 | Vòng loại đến Chung kết Nations League |     | —   | 4–2      | 2–0 | 5–1     |
| 2  | Đan Mạch    | 6  | 3 | 1 | 2 | 8  | 7  | +1  | 10 |                                        |     | 0–2 | —        | 0–0 | 5–1     |
| 3  | Anh         | 6  | 3 | 1 | 2 | 7  | 4  | +3  | 10 |                                        | 2–1 | 0–1 | —        | 4–0 |         |
| 4  | Iceland (R) | 6  | 0 | 0 | 6 | 3  | 17 | −14 | 0  | Xuống hạng đến Giải đấu B              |     | 1–2 | 0–3      | 0–1 | —       |

1. 1 2  Hiệu số đối đầu: Đan Mạch 4, Anh 1.

### Bảng A3
| VT | Đội        | ST | T | H | B | BT | BB | HS | Đ  | Giành quyền tham dự hoặc xuống hạng    |     | Pháp | Bồ Đào Nha | Croatia | Thụy Điển |
| -- | ---------- | -- | - | - | - | -- | -- | -- | -- | -------------------------------------- | --- | ---- | ---------- | ------- | --------- |
| 1  | Pháp       | 6  | 5 | 1 | 0 | 12 | 5  | +7 | 16 | Vòng loại đến Chung kết Nations League |     | —    | 0–0        | 4–2     | 4–2       |
| 2  | Bồ Đào Nha | 6  | 4 | 1 | 1 | 12 | 4  | +8 | 13 |                                        |     | 0–1  | —          | 4–1     | 3–0       |
| 3  | Croatia    | 6  | 1 | 0 | 5 | 9  | 16 | −7 | 3  |                                        | 1–2 | 2–3  | —          | 2–1     |           |
| 4  | Thụy Điển  | 6  | 1 | 0 | 5 | 5  | 13 | −8 | 3  | Xuống hạng đến Giải đấu B              |     | 0–1  | 0–2        | 2–1     | —         |

### Bảng A4
| VT | Đội         | ST | T | H | B | BT | BB | HS  | Đ  | Giành quyền tham dự hoặc xuống hạng    |     | Tây Ban Nha | Đức | Thụy Sĩ | Ukraina |
| -- | ----------- | -- | - | - | - | -- | -- | --- | -- | -------------------------------------- | --- | ----------- | --- | ------- | ------- |
| 1  | Tây Ban Nha | 6  | 3 | 2 | 1 | 13 | 3  | +10 | 11 | Vòng loại đến Chung kết Nations League |     | —           | 6–0 | 1–0     | 4–0     |
| 2  | Đức         | 6  | 2 | 3 | 1 | 10 | 13 | −3  | 9  |                                        |     | 1–1         | —   | 3–3     | 3–1     |
| 3  | Thụy Sĩ     | 6  | 1 | 3 | 2 | 9  | 8  | +1  | 6  |                                        | 1–1 | 1–1         | —   | 3–0     |         |
| 4  | Ukraina (R) | 6  | 2 | 0 | 4 | 5  | 13 | −8  | 6  | Xuống hạng đến Giải đấu B              |     | 1–0         | 1–2 | 2–1     | —       |

1. 1 2  Điểm đối đầu: Thụy Sĩ +2, Ukraina −2.
2. ↑  Thụy Sĩ được xử thắng Ukraina 3–0 sau khi Ukraina rút lui do 6 cầu thủ Ukraina bị phát hiện dương tính với virus SARS-CoV-2.

### Chung kết UEFA Nations League

#### Sơ đồ
|  | Bán kết                       | Bán kết |                               |   | Chung kết | Chung kết |
|  |                               |         |                               |   |           |           |
|  | 6 tháng 10 năm 2021 – Milano  |         |                               |   |           |           |
|  |                               |         |                               |   |           |           |
|  | Ý                             | 1       |                               |   |           |           |
|  | Ý                             | 1       | 10 tháng 10 năm 2021 – Milano |   |           |           |
|  | Tây Ban Nha                   | 2       |                               |   |           |           |
|  | Tây Ban Nha                   | 2       | Tây Ban Nha                   | 1 |           |           |
|  | 7 tháng 10 năm 2021 – Torino  |         | Tây Ban Nha                   | 1 |           |           |
|  |                               | Pháp    | 2                             |   |           |           |
|  | Bỉ                            | Pháp    | 2                             | 2 |           |           |
|  | Bỉ                            |         |                               | 2 |           |           |
|  | Pháp                          | 3       |                               |   |           |           |
|  | Pháp                          | 3       | Play-off tranh hạng ba        |   |           |           |
|  |                               |         |                               |   |           |           |
|  | 10 tháng 10 năm 2021 – Torino |         |                               |   |           |           |
|  |                               |         |                               |   |           |           |
|  | Ý                             | 2       |                               |   |           |           |
|  | Ý                             | 2       |                               |   |           |           |
|  | Bỉ                            | 1       |                               |   |           |           |

#### Bán kết
| Ý                | 1–2      | Tây Ban Nha            |
| ---------------- | -------- | ---------------------- |
| - Pellegrini 83' | Chi tiết | - F. Torres 17', 45+2' |

| Bỉ                          | 2–3      | Pháp                                                  |
| --------------------------- | -------- | ----------------------------------------------------- |
| - Carrasco 37' - Lukaku 40' | Chi tiết | - Benzema 62' - Mbappé 69' (ph.đ.) - T. Hernandez 90' |

#### Play-off tranh hạng ba
| Ý                                   | 2–1      | Bỉ                 |
| ----------------------------------- | -------- | ------------------ |
| - Barella 46' - Berardi 65' (ph.đ.) | Chi tiết | - De Ketelaere 86' |

#### Chung kết
| Tây Ban Nha     | 1–2      | Pháp                       |
| --------------- | -------- | -------------------------- |
| - Oyarzabal 64' | Chi tiết | - Benzema 66' - Mbappé 80' |

## Hạng B

### Bảng B1
| VT | Đội             | ST | T | H | B | BT | BB | HS | Đ  | Thăng hạng hoặc xuống hạng |     | Áo  | Na Uy | România | Bắc Ireland |
| -- | --------------- | -- | - | - | - | -- | -- | -- | -- | -------------------------- | --- | --- | ----- | ------- | ----------- |
| 1  | Áo (P)          | 6  | 4 | 1 | 1 | 9  | 6  | +3 | 13 | Thăng hạng đến Giải đấu A  |     | —   | 1–1   | 2–3     | 2–1         |
| 2  | Na Uy           | 6  | 3 | 1 | 2 | 12 | 7  | +5 | 10 |                            |     | 1–2 | —     | 4–0     | 1–0         |
| 3  | România         | 6  | 2 | 2 | 2 | 8  | 9  | −1 | 8  |                            | 0–1 | 3–0 | —     | 1–1     |             |
| 4  | Bắc Ireland (R) | 6  | 0 | 2 | 4 | 4  | 11 | −7 | 2  | Xuống hạng đến Giải đấu C  |     | 0–1 | 1–5   | 1–1     | —           |

1. ↑  România được xử thắng 3–0 vì Na Uy bỏ cuộc sau khi đội tuyển nước nay phát hiện một cầu thủ dương tính với virus SARS-CoV-2 trong đội hình.

### Bảng B2
| VT | Đội              | ST | T | H | B | BT | BB | HS | Đ  | Thăng hạng hoặc xuống hạng |     | Cộng hòa Séc | Scotland | Israel | Slovakia |
| -- | ---------------- | -- | - | - | - | -- | -- | -- | -- | -------------------------- | --- | ------------ | -------- | ------ | -------- |
| 1  | Cộng hòa Séc (P) | 6  | 4 | 0 | 2 | 9  | 5  | +4 | 12 | Thăng hạng đến Giải đấu A  |     | —            | 1–2      | 1–0    | 2–0      |
| 2  | Scotland         | 6  | 3 | 1 | 2 | 5  | 4  | +1 | 10 |                            |     | 1—0          | —        | 1–1    | 1–0      |
| 3  | Israel           | 6  | 2 | 2 | 2 | 7  | 7  | 0  | 8  |                            | 1–2 | 1–0          | —        | 1–1    |          |
| 4  | Slovakia (R)     | 6  | 1 | 1 | 4 | 5  | 10 | −5 | 4  | Xuống hạng đến Giải đấu C  |     | 1–3          | 1–0      | 2—3    | —        |

### Bảng B3
| VT | Đội            | ST | T | H | B | BT | BB | HS | Đ  | Thăng hạng hoặc xuống hạng |     | Hungary | Nga | Serbia | Thổ Nhĩ Kỳ |
| -- | -------------- | -- | - | - | - | -- | -- | -- | -- | -------------------------- | --- | ------- | --- | ------ | ---------- |
| 1  | Hungary (P)    | 6  | 3 | 2 | 1 | 7  | 4  | +3 | 11 | Thăng hạng đến Giải đấu A  |     | —       | 2–3 | 1–1    | 2–0        |
| 2  | Nga            | 6  | 2 | 2 | 2 | 9  | 12 | −3 | 8  |                            |     | 0–0     | —   | 3–1    | 1–1        |
| 3  | Serbia         | 6  | 1 | 3 | 2 | 9  | 7  | +2 | 6  |                            | 0–1 | 5–0     | —   | 0–0    |            |
| 4  | Thổ Nhĩ Kỳ (R) | 6  | 1 | 3 | 2 | 6  | 8  | −2 | 6  | Xuống hạng đến Giải đấu C  |     | 0–1     | 3–2 | 2–2    | —          |

1. 1 2  Hiệu số đối đầu: Serbia 2, Thổ Nhĩ Kỳ 0.

### Bảng B4
| VT | Đội              | ST | T | H | B | BT | BB | HS | Đ  | Thăng hạng hoặc xuống hạng |     | Wales | Phần Lan | Cộng hòa Ireland | Bulgaria |
| -- | ---------------- | -- | - | - | - | -- | -- | -- | -- | -------------------------- | --- | ----- | -------- | ---------------- | -------- |
| 1  | Wales (P)        | 6  | 5 | 1 | 0 | 7  | 1  | +6 | 16 | Thăng hạng đến Giải đấu A  |     | —     | 3–1      | 1–0              | 1–0      |
| 2  | Phần Lan         | 6  | 4 | 0 | 2 | 7  | 5  | +2 | 12 |                            |     | 0–1   | —        | 1–0              | 2–0      |
| 3  | Cộng hòa Ireland | 6  | 0 | 3 | 3 | 1  | 4  | −3 | 3  |                            | 0–0 | 0–1   | —        | 0–0              |          |
| 4  | Bulgaria (R)     | 6  | 0 | 2 | 4 | 2  | 7  | −5 | 2  | Xuống hạng đến Giải đấu C  |     | 0–1   | 1–2      | 1–1              | —        |

## Hạng C

### Bảng C1
| VT | Đội            | ST | T | H | B | BT | BB | HS | Đ  | Thăng hạng hoặc giành quyền tham dự |     | Montenegro | Luxembourg | Azerbaijan | Cộng hòa Síp |
| -- | -------------- | -- | - | - | - | -- | -- | -- | -- | ----------------------------------- | --- | ---------- | ---------- | ---------- | ------------ |
| 1  | Montenegro (P) | 6  | 4 | 1 | 1 | 10 | 2  | +8 | 13 | Thăng hạng đến Giải đấu B           |     | —          | 1–2        | 2–0        | 4–0          |
| 2  | Luxembourg     | 6  | 3 | 1 | 2 | 7  | 5  | +2 | 10 |                                     |     | 0–1        | —          | 0–0        | 2–0          |
| 3  | Azerbaijan     | 6  | 1 | 3 | 2 | 2  | 4  | −2 | 6  |                                     | 0–0 | 1–2        | —          | 0–0        |              |
| 4  | Síp (Q)        | 6  | 1 | 1 | 4 | 2  | 10 | −8 | 4  | Giành quyền vào play-out xuống hạng |     | 0–2        | 2–1        | 0–1        | —            |

### Bảng C2
| VT | Đội           | ST | T | H | B | BT | BB | HS | Đ  | Thăng hạng hoặc giành quyền tham dự |     | Armenia | Bắc Macedonia | Gruzia | Estonia |
| -- | ------------- | -- | - | - | - | -- | -- | -- | -- | ----------------------------------- | --- | ------- | ------------- | ------ | ------- |
| 1  | Armenia (P)   | 6  | 3 | 2 | 1 | 9  | 6  | +3 | 11 | Thăng hạng đến Giải đấu B           |     | —       | 1–0           | 2–2    | 2–0     |
| 2  | Bắc Macedonia | 6  | 2 | 3 | 1 | 9  | 8  | +1 | 9  |                                     |     | 2–1     | —             | 1–1    | 2–1     |
| 3  | Gruzia        | 6  | 1 | 4 | 1 | 6  | 6  | 0  | 7  |                                     | 1–2 | 1–1     | —             | 0–0    |         |
| 4  | Estonia (Q)   | 6  | 0 | 3 | 3 | 5  | 9  | −4 | 3  | Giành quyền vào play-out xuống hạng |     | 1–1     | 3–3           | 0–1    | —       |

### Bảng C3
| VT | Đội          | ST | T | H | B | BT | BB | HS  | Đ  | Thăng hạng hoặc giành quyền tham dự |     | Slovenia | Hy Lạp | Kosovo | Moldova |
| -- | ------------ | -- | - | - | - | -- | -- | --- | -- | ----------------------------------- | --- | -------- | ------ | ------ | ------- |
| 1  | Slovenia (P) | 6  | 4 | 2 | 0 | 8  | 1  | +7  | 14 | Thăng hạng đến Giải đấu B           |     | —        | 0–0    | 2–1    | 1–0     |
| 2  | Hy Lạp       | 6  | 3 | 3 | 0 | 6  | 1  | +5  | 12 |                                     |     | 0–0      | —      | 0–0    | 2–0     |
| 3  | Kosovo       | 6  | 1 | 2 | 3 | 4  | 6  | −2  | 5  |                                     | 0–1 | 1–2      | —      | 1–0    |         |
| 4  | Moldova (Q)  | 6  | 0 | 1 | 5 | 1  | 11 | −10 | 1  | Giành quyền vào play-out xuống hạng |     | 0–4      | 0–2    | 1–1    | —       |

### Bảng C4
| VT | Đội            | ST | T | H | B | BT | BB | HS | Đ  | Thăng hạng hoặc giành quyền tham dự |     | Albania | Belarus | Litva | Kazakhstan |
| -- | -------------- | -- | - | - | - | -- | -- | -- | -- | ----------------------------------- | --- | ------- | ------- | ----- | ---------- |
| 1  | Albania (P)    | 6  | 3 | 2 | 1 | 8  | 4  | +4 | 11 | Thăng hạng đến Giải đấu B           |     | —       | 3–2     | 0–1   | 3–1        |
| 2  | Belarus        | 6  | 3 | 1 | 2 | 10 | 8  | +2 | 10 |                                     |     | 0–2     | —       | 2–0   | 2–0        |
| 3  | Litva          | 6  | 2 | 2 | 2 | 5  | 7  | −2 | 8  |                                     | 0–0 | 2–2     | —       | 0–2   |            |
| 4  | Kazakhstan (Q) | 6  | 1 | 1 | 4 | 5  | 9  | −4 | 4  | Giành quyền vào play-out xuống hạng |     | 0–0     | 1–2     | 1–2   | —          |

### Play-out xuống hạng
| Đội 1   | TTS         | Đội 2      | Lượt đi | Lượt về      |
| ------- | ----------- | ---------- | ------- | ------------ |
| Moldova | 2–2 (4–5 p) | Kazakhstan | 1–2     | 1–0 (s.h.p.) |
| Estonia | 0–2         | Síp        | 0–0     | 0–2          |

## Hạng D

### Bảng D1
| VT | Đội                | ST | T | H | B | BT | BB | HS  | Đ  | Thăng hạng                |     | Quần đảo Faroe | Malta | Latvia | Andorra |
| -- | ------------------ | -- | - | - | - | -- | -- | --- | -- | ------------------------- | --- | -------------- | ----- | ------ | ------- |
| 1  | Quần đảo Faroe (P) | 6  | 3 | 3 | 0 | 9  | 5  | +4  | 12 | Thăng hạng đến Giải đấu C |     | —              | 3–2   | 1–1    | 2–0     |
| 2  | Malta              | 6  | 2 | 3 | 1 | 8  | 6  | +2  | 9  |                           |     | 1–1            | —     | 1–1    | 3–1     |
| 3  | Latvia             | 6  | 1 | 4 | 1 | 8  | 4  | +4  | 7  |                           | 1–1 | 0–1            | —     | 0–0    |         |
| 4  | Andorra            | 6  | 0 | 2 | 4 | 1  | 11 | −10 | 2  |                           | 0–1 | 0–0            | 0–5   | —      |         |

### Bảng D2
| VT | Đội           | ST | T | H | B | BT | BB | HS | Đ | Thăng hạng                |     | Gibraltar | Liechtenstein | San Marino |
| -- | ------------- | -- | - | - | - | -- | -- | -- | - | ------------------------- | --- | --------- | ------------- | ---------- |
| 1  | Gibraltar (P) | 4  | 2 | 2 | 0 | 3  | 1  | +2 | 8 | Thăng hạng đến Giải đấu C |     | —         | 1–1           | 1–0        |
| 2  | Liechtenstein | 4  | 1 | 2 | 1 | 3  | 2  | +1 | 5 |                           |     | 0–1       | —             | 0–0        |
| 3  | San Marino    | 4  | 0 | 2 | 2 | 0  | 3  | −3 | 2 |                           | 0–0 | 0–2       | —             |            |

## Danh sách cầu thủ ghi bàn
6 bàn
- Romelu Lukaku
- Erling Haaland
- Ferran Torres

5 bàn
- Eran Zahavi

4 bàn
- Sokol Cikalleshi
- Christian Eriksen
- Rauno Sappinen
- Kylian Mbappé
- Klæmint Olsen
- Timo Werner
- Stevan Jovetić
- Haris Vučkić

3 bàn
- Dries Mertens
- Fredrik Jensen
- Olivier Giroud
- Domenico Berardi
- Jānis Ikaunieks
- Daniel Senani
- Georginio Wijnaldum
- Alexander Sørloth
- Diogo Jota
- Mikel Oyarzabal

2 bàn
- Rey Manaj
- Adrian Grbić
- Michael Gregoritsch
- Max Ebong
- Vitaly Lisakovich
- Yevgeniy Yablonskiy
- Michy Batshuayi
- Youri Tielemans
- Mateo Kovačić
- Nikola Vlašić
- Grigoris Kastanos
- Phil Foden
- Mason Mount
- Teemu Pukki
- Karim Benzema
- Antoine Griezmann
- Nika Kacharava
- Tornike Okriashvili
- Anastasios Bakasetas
- Nicolò Barella
- Lorenzo Pellegrini
- Abat Aimbetov
- Arvydas Novikovas
- Jurgen Degabriele
- Ion Nicolaescu
- Alexandar Boljević
- Igor Ivanović
- Ezgjan Alioski
- Memphis Depay
- Robert Lewandowski
- Rúben Dias
- João Félix
- Cristiano Ronaldo
- Artem Dzyuba
- Anton Miranchuk
- Ryan Christie
- Lyndon Dykes
- Luka Jović
- Aleksandar Mitrović
- Nemanja Radonjić
- Sergio Ramos
- Remo Freuler
- Mario Gavranović
- Kenan Karaman
- Kieffer Moore

1 bàn
- Keidi Bare
- Ardian Ismajli
- Marc Rebés
- Sargis Adamyan
- Tigran Barseghyan
- Khoren Bayramyan
- Gevorg Ghazaryan
- Hovhannes Hambardzumyan
- Kamo Hovhannisyan
- Aleksandre Karapetian
- Henrikh Mkhitaryan
- Wbeymar
- Christoph Baumgartner
- Karim Onisiwo
- Marcel Sabitzer
- Louis Schaub
- Alessandro Schöpf
- Maksim Medvedev
- Ramil Sheydayev
- Maksim Bardachow
- Alyaksandr Sachywka
- Maksim Skavysh
- Roman Yuzepchuk
- Yannick Carrasco
- Kevin De Bruyne
- Charles De Ketelaere
- Jason Denayer
- Jérémy Doku
- Axel Witsel
- Edin Džeko
- Haris Hajradinović
- Smail Prevljak
- Dimitar Iliev
- Bozhidar Kraev
- Josip Brekalo
- Andrej Kramarić
- Dejan Lovren
- Bruno Petković
- Pieros Sotiriou
- Marinos Tzionis
- Vladimír Coufal
- Vladimír Darida
- Bořek Dočkal
- Michael Krmenčík
- Zdeněk Ondrášek
- Jakub Pešek
- Tomáš Souček
- Matěj Vydra
- Robert Skov
- Jonas Wind
- Marcus Rashford
- Declan Rice
- Raheem Sterling
- Frank Liivak
- Odmar Færø
- Brandur Hendriksson
- Ári Jónsson
- Andreas Olsen
- Gunnar Vatnhamar
- Robin Lod
- Robert Taylor
- Kingsley Coman
- Theo Hernandez
- N'Golo Kanté
- Benjamin Pavard
- Dayot Upamecano
- Khvicha Kvaratskhelia
- Valeri Qazaishvili
- Matthias Ginter
- Serge Gnabry
- Leon Goretzka
- İlkay Gündoğan
- Kai Havertz
- Leroy Sané
- Tjay De Barr
- Graeme Torrilla
- Anastasios Bakasetas
- Dimitris Limnios
- Petros Mantalos
- Dimitris Siovas
- Zsolt Kalmár
- Norbert Könyves
- Nemanja Nikolić
- Roland Sallai
- Dávid Sigér
- Dominik Szoboszlai
- Kevin Varga
- Hólmbert Friðjónsson
- Viðar Örn Kjartansson
- Birkir Már Sævarsson
- Ilay Elmkies
- Manor Solomon
- Andrea Belotti
- Jorginho
- Stefano Sensi
- Aybol Abiken
- Islambek Kuat
- Serhiy Malyi
- Baktiyar Zaynutdinov
- Bernard Berisha
- Lirim Kastrati
- Benjamin Kololli
- Vedat Muriqi
- Antonijs Černomordijs
- Vladislavs Gutkovskis
- Vladimirs Kamešs
- Raimonds Krollis
- Noah Frick
- Yanik Frick
- Nicolas Hasler
- Donatas Kazlauskas
- Karolis Laukžemis
- Modestas Vorobjovas
- Edvin Muratović
- Gerson Rodrigues
- Andrei Agius
- Steve Borg
- Shaun Dimech
- Matthew Guillaumier
- Kyrian Nwoko
- Igor Armaș
- Fatos Bećiraj
- Stefan Mugoša
- Donny van de Beek
- Steven Bergwijn
- Ilija Nestorovski
- Goran Pandev
- Stefan Ristovski
- Vlatko Stojanovski
- Ivan Trichkovski
- Gjoko Zajkov
- Liam Boyce
- Josh Magennis
- Paddy McNair
- Gavin Whyte
- Mohamed Elyounoussi
- Ghayas Zahid
- Kamil Glik
- Kamil Grosicki
- Kamil Jóźwiak
- Karol Linetty
- João Cancelo
- André Silva
- Bernardo Silva
- Shane Duffy
- Denis Alibec
- Eric Bicfalvi
- Dragoș Grigore
- Alexandru Maxim
- George Pușcaș
- Denis Cheryshev
- Mário Fernandes
- Vyacheslav Karavayev
- Daler Kuzyayev
- Magomed Ozdoyev
- Ryan Fraser
- Sergej Milinković-Savić
- Filip Mladenović
- Dušan Vlahović
- Michal Ďuriš
- Ján Greguš
- Marek Hamšík
- Róbert Mak
- Ivan Schranz
- Damjan Bohar
- Josip Iličić
- Jasmin Kurtić
- Sandi Lovrić
- Ansu Fati
- Gerard
- José Luis Gayà
- Alvaro Morata
- Rodri
- Marcus Berg
- Viktor Claesson
- Marcus Danielson
- Dejan Kulusevski
- Robin Quaison
- Haris Seferović
- Silvan Widmer
- Hakan Çalhanoğlu
- Cenk Tosun
- Ozan Tufan
- Cengiz Ünder
- Ruslan Malinovskyi
- Viktor Tsyhankov
- Roman Yaremchuk
- Andriy Yarmolenko
- Oleksandr Zinchenko
- David Brooks
- Daniel James
- Jonny Williams
- Neco Williams
- Harry Wilson

1 bàn phản lưới nhà
- Emili García (trong trận gặp Malta)
- Anton Krivotsyuk (trong trận gặp Luxembourg)
- Nacer Chadli (trong trận gặp Đan Mạch)
- Dominik Livaković (trong trận gặp Pháp)
- Ioannis Kousoulos (trong trận gặp Luxembourg)
- Märten Kuusk (trong trận gặp Bắc Macedonia)
- Rúnar Már Sigurjónsson (trong trận gặp Đan Mạch)
- Joel Abu Hanna (trong trận gặp Cộng hòa Séc)
- Noah Frommelt (trong trận gặp Gibraltar)
- Matthew Guillaumier (trong trận gặp Latvia)
- Veaceslav Posmac (trong trận gặp Kazakhstan)
- Stuart Dallas (trong trận gặp Na Uy)
- Marcus Danielson (trong trận gặp Croatia)

## Bảng xếp hạng tổng thể
Kết quả của mỗi đội tuyển sẽ được sử dụng để tính bảng xếp hạng tổng thể của cuộc thi.
| Hạng | Đội                  | ST | Đ  |
| ---- | -------------------- | -- | -- |
| 1    | Pháp                 | 6  | 16 |
| 2    | Tây Ban Nha          | 6  | 11 |
| 3    | Ý                    | 6  | 12 |
| 4    | Bỉ                   | 6  | 15 |
|      |                      |    |    |
| 5    | Bồ Đào Nha           | 6  | 13 |
| 6    | Hà Lan               | 6  | 11 |
| 7    | Đan Mạch             | 6  | 10 |
| 8    | Đức                  | 6  | 9  |
|      |                      |    |    |
| 9    | Anh                  | 6  | 10 |
| 10   | Ba Lan               | 6  | 7  |
| 11   | Thụy Sĩ              | 6  | 6  |
| 12   | Croatia              | 6  | 3  |
|      |                      |    |    |
| 13   | Ukraina              | 6  | 6  |
| 14   | Thụy Điển            | 6  | 3  |
| 15   | Bosna và Hercegovina | 6  | 2  |
| 16   | Iceland              | 6  | 0  |

| Hạng | Đội              | ST | Đ  |
| ---- | ---------------- | -- | -- |
| 17   | Wales            | 6  | 16 |
| 18   | Áo               | 6  | 13 |
| 19   | Cộng hòa Séc     | 6  | 12 |
| 20   | Hungary          | 6  | 11 |
|      |                  |    |    |
| 21   | Phần Lan         | 6  | 12 |
| 22   | Na Uy            | 6  | 10 |
| 23   | Scotland         | 6  | 10 |
| 24   | Nga              | 6  | 8  |
|      |                  |    |    |
| 25   | Israel           | 6  | 8  |
| 26   | România          | 6  | 8  |
| 27   | Serbia           | 6  | 6  |
| 28   | Cộng hòa Ireland | 6  | 3  |
|      |                  |    |    |
| 29   | Thổ Nhĩ Kỳ       | 6  | 6  |
| 30   | Slovakia         | 6  | 4  |
| 31   | Bulgaria         | 6  | 2  |
| 32   | Bắc Ireland      | 6  | 2  |

| Hạng | Đội           | ST | Đ  |
| ---- | ------------- | -- | -- |
| 33   | Slovenia      | 6  | 14 |
| 34   | Montenegro    | 6  | 13 |
| 35   | Albania       | 6  | 11 |
| 36   | Armenia       | 6  | 11 |
|      |               |    |    |
| 37   | Hy Lạp        | 6  | 12 |
| 38   | Belarus       | 6  | 10 |
| 39   | Luxembourg    | 6  | 10 |
| 40   | Bắc Macedonia | 6  | 9  |
|      |               |    |    |
| 41   | Litva         | 6  | 8  |
| 42   | Gruzia        | 6  | 7  |
| 43   | Azerbaijan    | 6  | 6  |
| 44   | Kosovo        | 6  | 5  |
|      |               |    |    |
| 45   | Kazakhstan    | 6  | 4  |
| 46   | Síp           | 6  | 4  |
| 47   | Estonia       | 6  | 3  |
| 48   | Moldova       | 6  | 1  |

| Hạng | Đội            | ST | Đ |
| ---- | -------------- | -- | - |
| 49   | Gibraltar      | 4  | 8 |
| 50   | Quần đảo Faroe | 4  | 6 |
|      |                |    |   |
| 51   | Liechtenstein  | 4  | 5 |
| 52   | Malta          | 4  | 5 |
|      |                |    |   |
| 53   | Latvia         | 4  | 3 |
| 54   | San Marino     | 4  | 2 |
|      |                |    |   |
| 55   | Andorra        | 6  | 2 |